# Choroba Raynauda

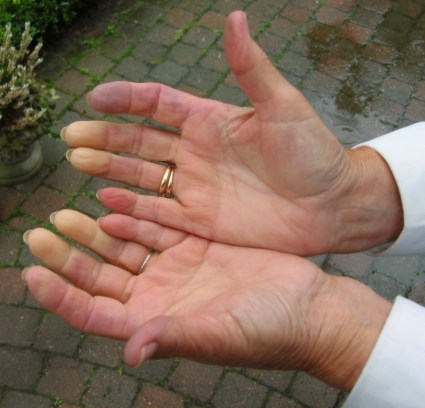
Ręce osoby chorej na chorobę Raynauda

Choroba Raynauda (łac. morbus Raynaud) – napadowy skurcz tętnic w obrębie rąk, rzadziej stóp.

## Obraz kliniczny
Choroba zaczyna się w wieku młodzieńczym, wywoływana jest przez emocje lub oziębienie kończyn. Typowy napad charakteryzuje się  zblednięciem palców, parestezjami lub bólem. Etiopatogeneza jest nieznana, być może jest to nadmiar receptorów adrenergicznych w świetle naczyń i wynikająca z tego nadwrażliwość na noradrenalinę.
Długotrwała choroba może prowadzić do zmian troficznych, a nawet zgorzeli w obrębie kończyn.

## Leczenie
- unikanie ekspozycji na zimno
- leki blokujące kanały wapniowe:
  - nifedypina
  - amlodypina
  - isradypina
- azotany:
  - nitrogliceryna
- agonisty receptorów β2-adrenergicznych:
  - bametan
- antagonisty receptorów α-adrenergicznych:
  - prazosyna[1]
  - tolazolina